# ان‌جی‌سی ۱۳۵۰
ان‌جی‌سی ۱۳۵۰ یک کهکشان‌ است.